# River Raid
 (octobre 2019).
Si vous disposez d'ouvrages ou d'articles de référence ou si vous connaissez des sites web de qualité traitant du thème abordé ici, merci de compléter l'article en donnant les références utiles à sa vérifiabilité et en les liant à la section « Notes et références ».
River Raid édité par la société Activision, développé par Sydney Development Corp et désigné par Carol Shaw, considérée comme une des premières femmes ayant créé des jeux vidéo, est un shoot’em up en vue de dessus, sorti sur Colecovision, Commodore 64, Intellivision, MSX, Atari 2600 VCS, Atari 5200, Atari 8-bit, ZX Spectrum, PC et Game Room. Il est sorti en France en 1984.

## Système de jeu
Il se joue de 1 à 2 joueurs. Vous contrôlez un jet et devez détruire un pont vital à l’ennemi. La rivière que vous survolez est cependant gardée par des tanks, des hélicoptères et des avions ennemis. Le carburant est limité et vous devez aussi penser à faire le plein en survolant des dépôts de carburant.